# Arrhyton ainictum
Arrhyton ainictum — вид змій родини полозових (Colubridae). Ендемік Куби.

## Поширення і екологія
Arrhyton ainictum відомі за типовим зразком, зібраним в печері поблизу міста Аманасіо в провінції Лас-Тунас.